# موري باي برن
موري باي برن هي بلدية في مقاطعة بيرن-ميتيلاند في كانتون برن في سويسرا.

## أعلام
- رودولف ماريا هولزابفيل (1874-1930 في موري) عالم نفس وفيلسوف نمساوي ولد في بولندا. رُشح لجائزة نوبل في الآداب ست مرات
- مارث جوستيلي (1917-2017 في موري) ناشطة سويسرية في حق الاقتراع وأرشيف
- Etienne Jornod (مواليد 1953) رجل أعمال سويسري ورئيس مجلس إدارة مجموعة الأدوية واللوجستيات، يعيش في موري باي برن
- أندرياس ماير (مواليد 1961) محامٍ ومنذ عام 2007 رئيس مجلس إدارة السكك الحديدية الفدرالية السويسرية (SBB)، يعيش في موري باي برن.